# Calvin Levels
Calvin Levels (* 30. September 1954 in Cleveland, Ohio) ist ein US-amerikanischer Schauspieler.

## Leben
Levels begann seine Karriere Ende der 1970er Jahre mit kleinen Auftritten in Fernsehserien und Fernsehfilmen. Sein Spielfilmdebüt hatte er 1982 in einer kleinen Nebenrolle in Miloš Formans Drama Ragtime. 1984 trat er am Broadway in der Hauptrolle der Produktion Open Admissions auf. Er erhielt für seine Darstellung den Theatre World Award sowie Nominierungen für den Tony Award und den Drama Desk Award, kommerziell war die Produktion jedoch weniger erfolgreich und wurde nach 17 Vorstellungen abgesetzt. Zwischen 1988 und 1989 hatte er eine der Hauptrollen in der Fernsehserie Knightwatch, von der nur neun Folgen gedreht wurden. Zu seinen bekannteren Filmrollen gehören die Darstellung des Joe Gipp in Chris Columbus’ Regiedebüt Die Nacht der Abenteuer sowie der Actionfilm Hellbound, in welchem er den Partner von Chuck Norris spielte.

## Filmografie (Auswahl)

### Fernsehen
- 1980: M*A*S*H
- 1987: Miami Vice
- 1988–1989: Knightwatch
- 1989: 21 Jump Street – Tatort Klassenzimmer (21 Jump Street)
- 1991: Der Nachtfalke (Midnight Caller)
- 1992: In der Hitze der Nacht (In the Heat of the Night)
- 1995: Space 2063 (Space: Above and Beyond)
- 1995: The Watcher – Das Auge von Vegas (The Watcher)

### Film
- 1980: Wunder in San Francisco (A Christmas Without Snow)
- 1981: Ragtime
- 1987: Die Nacht der Abenteuer (Adventures in Babysitting)
- 1991: Verdammte des Südens (Convicts)
- 1993: Codename: Nina (Point of No Return)
- 1994: Hellbound
- 1996: Skyscraper
- 1997: Jäger der verlorenen Schädel (8 Heads in a Duffel Bag)

## Broadway
- 1984: Open Admissions

## Auszeichnungen
- 1984: Tony-Award-Nominierung für Open Admissions
- 1984: Theatre World Award für Open Admissions
- 1984: Drama-Desk-Award-Nominierung für Open Admissions